# Sarah Morris

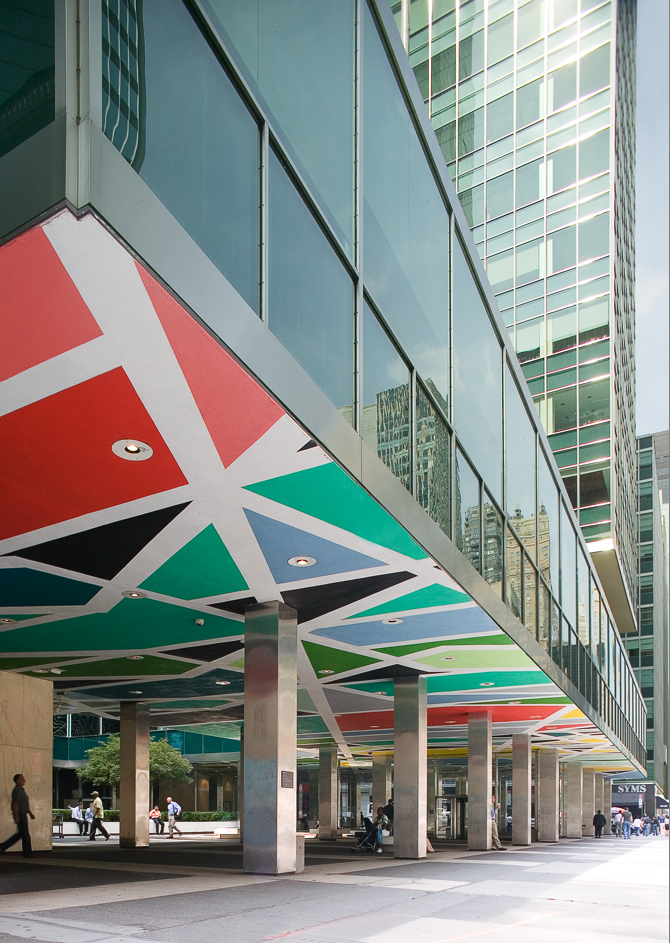
Robert Towne på Lever House, New York, 2006.

Sarah Morris, född 20 juni 1967 i Sevenoaks i Kent i Storbritannien, är en brittisk-amerikansk målare och filmare.
Sarah Morris utbildade sig på Cambridge University i Storbritannien och Brown University i Providence i Rhode Island i USA mellan 1985 och 1989, och på Independent Study Program på Whitney Museum of American Art i New York. 
Hon är som målare känd framförallt för abstrakta målningar med ljusa geometriska färgfält. Hon har skapat offentliga verk för bland andra Lever House i New York och tunnelbanestationen Gloucester Road  i London.
Sarah Morris filmer är ofta psykologiska porträtt av människor och platser. 
Hon har varit gift med konstnären Liam Gillick.

## Origami-serien
År 2011 stämdes Morris av en grupp på åtta origamikonstnärer, inklusive Robert J. Lang med argumentet att 24 verk i hennes "Origami"-målningsserie hade kopierats från deras originalvikningsmönster. Parterna förlikades 2013.

## Filmografi
- Midtown (1998)
- AM/PM (1999)
- Capital (2000)
- Miami (2002)
- Los Angeles (2004)
- Robert Towne (2006)
- 1972 (2008)
- Beijing (2008)
- Points on a Line (2010)
- Chicago (2011)
- Rio (2012)
- Strange Magic (2014)
- Abu Dhabi (2016)
- Finite and Infinite Games (2017)